# Toby Fox
Robert F. "Toby" Fox (Manchester, Nova Hampshire, 11 de outubro de 1991), também conhecido como "Radiation" e FwugRadiation é um desenvolvedor e compositor americano de videogames. Ele é conhecido por desenvolver os videogames de RPG Undertale e Deltarune, pelos quais o primeiro foi aclamado e recebeu indicações para o British Academy Game Award, três Game Awards e D.I.C.E. Awards.
Os primeiros trabalhos de Fox consistiram principalmente em compor músicas, principalmente para o webcomic Homestuck, e, após o sucesso de Undertale, ele passou a compor músicas para vários outros videogames independentes. Outros trabalhos notáveis incluem a contribuição para as trilhas sonoras de Super Smash Bros. Ultimate e três videogames Pokémon. Também dublou o personagem Jared em We Baby Bears.

## Carreira

### Primeiros trabalhos e composição
O primeiro trabalho conhecido de Toby Fox é seu "EarthBound Halloween Hack", um hack ROM com tema de Halloween do jogo de SNES de 1994, EarthBound, lançado em 2008. Ele então passou a compor uma variedade de músicas para o webcomic de Andrew Hussie, Homestuck, de 2009, durante seu último ano do ensino médio. Embora ele inicialmente não tenha respondido quando Hussie iniciou uma "Equipe de Contribuição Musical" em abril de 2009 e publicou uma postagem de notícias pedindo aos compositores que participassem, Hussie tomou conhecimento de seu trabalho quando a Fox começou a enviar covers de piano das músicas do webcomic nos fóruns de MS Paint Adventures. Fox compôs músicas para o videogame Homestuck de 2017, Hiveswap, o pequeno jogo narrativo do artista Undertale Temmie Chang, Escaped Chasm, e para o RPG de 2019 da Game Freak, Little Town Hero, o último dos quais foi arranjado pelo compositor de Pokémon Hitomi Sato. Ele também compôs uma faixa para Pokémon Sword e Shield, uma música vocal para o álbum PRAY de Itoki Hana, e várias faixas para Pokémon Scarlet e Violet.

### Fama

#### Undertale
O trabalho mais conhecido de Fox é o videogame de RPG de 2015, Undertale, para o qual ele também compôs a trilha sonora. O jogo vendeu mais de 1 milhão de cópias, tornando-se um "sucesso" e um "fenômeno da cultura pop". Fox trabalhou em todo o jogo de forma independente, além dos recursos artísticos - nos quais ele pediu ajuda a Temmie (Tuyoki) Chang - para evitar depender de terceiros. Ele tinha alguma experiência em desenvolvimento de jogos antes de Undertale, usando RPG Maker 2000 com seus três irmãos para fazer jogos de RPG e ROM hacks de EarthBound no ensino médio, o mais notável dos quais foi Earthbound: The Halloween Hack. Ele pensou nos designs e ideias dos personagens para Undertale enquanto estava na faculdade, onde os desenhou em seu caderno.
Após seu lançamento, Undertale conquistou uma extensa base de fãs. Fox comentou que não se importava se as pessoas afirmassem que não gostaram do jogo, dizendo que "não era para todos". Apesar dos prêmios e aclamação generalizada de Undertale, Fox escreveu que sua opinião pessoal era que o jogo ainda era um "nicho" e merecia uma pontuação de "8/10" na análise.
Em 2016, a Fox lançou uma série de faixas musicais não utilizadas de Undertale. Ele também se tornou colaborador da revista A Profound Waste of Time. Fox foi então escolhido para fazer parte da lista 30 Under 30 da Forbes dos Jogos de 2018 por seu papel na criação de Undertale.
O sucesso de Undertale, especialmente no Japão, proporcionou à Fox a oportunidade de visitar o criador de Super Smash Bros., Masahiro Sakurai, em sua casa, onde discutiram a série e jogaram Super Smash Bros. Ultimate um contra o outro, e os dois supostamente tinham um nível de habilidade muito semelhante, negociando vitórias e derrotas igualmente. Sans, personagem de Undertale, foi posteriormente incluído em Super Smash Bros. Ultimate como fantasia de Mii disponível através de conteúdo para download, junto com uma composição instrumental "Megalovania", para a qual a Fox forneceu um novo arranjo.

#### Deltarune
Em 30 de outubro de 2018, a Fox tuitou um pedido para que os fãs de Undertale verificassem a conta oficial do jogo no Twitter em 24 horas. No dia seguinte, a Fox lançou gratuitamente o primeiro capítulo da continuação de Undertale, chamado Deltarune, (um anagrama de undertale) sob o pretexto de uma "pesquisa". Em 1º de novembro, Fox compartilhou mais detalhes sobre o jogo, incluindo que o restante dos capítulos deveria ser lançado simultaneamente, mas o trabalho ainda não havia começado e não havia prazo estimado para conclusão. Fox também afirmou que está trabalhando no projeto desde 2012, e que a ideia de Undertale se desenvolveu a partir de Deltarune durante a produção. Em 12 de junho de 2019, como apenas o primeiro capítulo de Deltarune estava jogável há vários meses, Fox expressou em sua conta no Twitter que esperava completar o resto de Deltarune, dizendo: "Lentamente estou escrevendo e desenhando tudo". Ele afirmou que havia escrito "cerca de 50 músicas após o Capítulo 1".
Em 17 de setembro de 2021, Fox lançou gratuitamente o segundo capítulo de Deltarune, já que "o mundo tem sido muito difícil para todos recentemente", referindo-se às lutas da pandemia de COVID-19. Ele planeja lançar os próximos três capítulos simultaneamente com um preço superior ao de Undertale, mas sem nenhuma data de lançamento prevista.

### Trabalhos como dublador
Em 2021, Fox dublou Queen e Tasque Manager, ambos personagens do seu jogo Deltarune.
Em 2023, Fox emprestou sua voz para o personagem Jared de We Baby Bears. Fox revelou que era seu sonho dublar personagens em desenhos animados.

## Vida pessoal
Robert F. Fox nasceu em 11 de outubro de 1991, em Manchester, Nova Hampshire. Junto com seus três irmãos, ele é filho de Robert Fox, um planejador financeiro, e de Barbara Fox, uma paraprofissional aposentada. Ele estudou ciências ambientais na Northeastern University.
Fox é uma pessoa reservada e não gosta de responder às perguntas das entrevistas. Ele tem dores crônicas nos pulsos e nas mãos que regularmente o impedem de programar e compor; Fox citou um surto dessa dor como um fator no atraso no desenvolvimento do segundo capítulo de Deltarune.

## Obras

### Jogos
| Ano  | Título                      | Diretor | Compositor | Escritor | Plataformas                                                              |
| ---- | --------------------------- | ------- | ---------- | -------- | ------------------------------------------------------------------------ |
| 2008 | Halloween Hack: Bad Fur Day | Sim     | Sim        | Sim      | Super Nintendo                                                           |
| 2015 | Undertale                   | Sim     | Sim        | Sim      | Windows, macOS, Linux, PlayStation 4, PlayStation Vita, Switch, Xbox One |
| 2016 | Rose of Winter              | Não     | Sim        | Não      | Windows                                                                  |
| 2017 | Hiveswap: Act 1             | Não     | Sim        | Não      | Windows, macOS, Linux                                                    |
| 2018 | Deltarune                   | Sim     | Sim        | Sim      | Windows, macOS, PlayStation 4, Switch                                    |
| 2019 | Escaped Chasm               | Não     | Sim        | Não      | Windows                                                                  |
| 2019 | Little Town Hero            | Não     | Sim        | Não      | Windows, PlayStation 4, Switch, Xbox One                                 |
| 2020 | Dweller's Empty Path        | Não     | Sim        | Não      | Windows                                                                  |
| 2020 | Hiveswap: Act 2             | Não     | Sim        | Não      | Windows, macOS, Linux                                                    |
| 2022 | Pokémon Scarlet e Violet    | Não     | Sim        | Não      | Switch                                                                   |

#### Somente como compositor convidado
- Hiveswap Friendsim (2018)
- YIIK: A Postmodern RPG (2019)
- Super Smash Bros. Ultimate (2019) - apenas DLC
- Pesterquest (2019)
- Omori (2020) - música de jukebox
- beatmania IIDX 30 RESIDENT (2022)
- Mr. Saitou (2023)
- Touhou Danmaku Kagura Phantasia Lost (2024)

### Outros
| Ano       | Mídia     | Título                                     | Papel                                                    | Notas                            |
| --------- | --------- | ------------------------------------------ | -------------------------------------------------------- | -------------------------------- |
| 2009–2016 | Webcomic  | Homestuck                                  | Compositor                                               |                                  |
| 2010      | Álbum     | The Baby is You                            | Escritor, compositor, vocalista                          | O álbum foi feito para Homestuck |
| 2012      | Álbum     | I Miss You – EarthBound 2012               | Compositor                                               |                                  |
| 2013      | Videogame | Pause Ahead                                | Diálogo adicional                                        |                                  |
| 2018      | Álbum     | PRAY                                       | Compositor, letrista e vocalista convidado               |                                  |
| 2018      | Videogame | Black Bird                                 | Testes                                                   |                                  |
| 2018      | Videogame | Wandersong                                 | Creditado com música selecionada de Undertale            |                                  |
| 2019      | Videogame | Pokémon Sword e Shield                     | Som                                                      |                                  |
| 2020      | Quadrinho | Hobonichi Mother Project "Pollyanna" comic | Contribuinte                                             |                                  |
| 2020      | Videogame | Chip Tanaka/Hammerhead Shark Song          | Diretor/Animador (vídeo musical)                         |                                  |
| 2021      | Videogame | Get in the Car, Loser!                     | Creditado por fornecer Itens e histórias para convidados |                                  |
| 2022      | Álbum     | "Skies Forever Blue"                       | Compositor, escritor                                     |                                  |
| 2023      | Canção    | "The Greatest Living Show"                 | Compositor, escritor                                     |                                  |
| 2023      | Animação  | "We Baby Bears"                            | Dublador (2 episódios)                                   |                                  |
| 2023      | Anime     | Pokémon Horizons                           | Compositor original                                      |                                  |